# Mac a já
Mac a já (anglicky Mac and Me) je americký sci-fi film, který v roce 1988 natočil režisér Stewart Raffill.

## Děj
Sběrná automatická sonda nakládá, na cizí planetě, nevědomky 4 mimozemské tvory. Když se opět dostává na Zemi, dochází ve výzkumném centru zvláštních leteckých sil v Nevadě k rozruch a mimozemšťané utíkají. Jenže cestou se jim ztrácí nejmladší syn, který se dostává do styku s rodinou Cruisových a spřátelí se s malým Erikem. Ten se snaží, aby na nic jeho matka nepřišla, a tak se dostává do často střeštěných situací. Když se znenadání objevuje u Cruisových i zbytek rodiny, nic už nejde utajit a tak se musí celá rodina pokusit utéct před nenechavými policisty, vědci a novináři.

## Obsazení
| Christine Ebersole    | Janet Cruise     |
| Jonathan Ward         | Michael Cruise   |
| Tina Caspary          | Courtney         |
| Lauren Stanley        | Debbie           |
| Jade Calegory         | Eric Cruise      |
| Vinnie Torrente       | Mitford          |
| Martin West           | Wickett          |
| Ivan J. Rado          | Zimmerman        |
| Danny Cooksey         | Jack Jr          |
| Laura Waterbury       | Linda            |
| Jack Eiseman          | řidič automobilu |
| Barbara Allyne-Bennet | vědec            |
| Richard Bravo         | iniciátor        |
| Gary Brockette        | doktor           |
| Sherri Stone Butler   | dívka            |
| Andrew Divoff         | policista        |